# Kanton Boulogne-Billancourt-Nord-Ouest
Kanton Boulogne-Billancourt-Nord-Ouest (fr. Canton de Boulogne-Billancourt-Nord-Ouest) je francouzský kanton v departementu Hauts-de-Seine v regionu Île-de-France. Tvoří ho pouze severozápadní část města Boulogne-Billancourt.